# Большая печать Канады
Больша́я печа́ть Кана́ды (англ. Great Seal of Canada, фр. Grand Sceau du Canada) — печать, прилагаемая ко всем канадским официальным документам. Таким образом канадский парламент удостоверяет, что документ получил королевскую санкцию. Печатью удостоверяются все канадские акты. Она используется как в церемониальных, так и в административных целях.
Первая Большая печать Канады была изготовлена в Соединённом королевстве в 1869 году; затем она была послана в Канаду для замены временной печати, использовавшейся начиная с канадской конфедерации в 1867 году. На Большой печати была изображена правящая тогда Королева Виктория.
Каждый раз, когда к власти приходит новый монарх, изготавливается новая печать. Современная Большая печать была изготовлена Королевским канадским монетным двором в 1952 году, когда Её Величество Елизавета II сменила на троне своего отца, а впервые использована была в 1955 году. Печать изготовлена из стали особой закалки, весит 3,75 килограмма и имеет 127 миллиметров в диаметре. На изображении представлена Королева, сидящая на троне в день её коронования в Вестминстере в праздничном платье с королевским скипетром и державой в руках, а перед ней, на первом плане помещён герб Канады. На печати имеется надпись по-французски и по-английски «Reine du Canada — Elizabeth II — Queen of Canada»; а раньше эта надпись приводилась на латинском языке.

Версия печати, используемой с 1955 года.

Хранителем Большой печати является генерал-губернатор, и во время приведения его к присяге она передаётся ему на торжественное хранение. Затем он передаёт её в распоряжение Бюро генерального регистратора Канады, которое доверяет её соответствующему министру. Действующим генеральным регистратором является достопочтенный Джим Прентис, который одновременно исполняет обязанности министра промышленности. При смене правительства бывший министр возвращает Большую печать генерал-губернатору, который передаёт её новому правительству. В каждой провинции имеется своя Большая печать для тех же целей, и эти печати хранятся у лейтенант-губернаторов.

## Использование
Большая печать Канады прилагается к следующим документам:
- Королевские прокламации
- Законы
- Приказы о назначении министров
- Приказы о назначении на должность
- Приказы о назначении лейтенант-губернаторов
- Приказы о назначении сенаторов
- Приказы о назначении судей